# 阿克巴·宾唐·察尤诺
阿克巴·宾唐·察尤诺（1996年4月12日—），印尼男子羽毛球運動員。

## 簡歷
2015年4月，阿克巴·宾唐·察尤诺與Nugraheny Ristya Ayu出戰印尼羽毛球國際系列賽，在混双準决赛以0比2（9-21、16-21）不敌赛会3号种子、队友的Akbar Panji/阿普里亚尼·拉哈育。
2017年9月，阿克巴·宾唐·察尤诺與乔瓦尼·迪基·奥克塔万出戰新加坡羽毛球國際系列賽，在男双决赛以0比2（18-21、18-21）不敌赛会头号种子、队友的凯纳斯·阿迪·哈迪安托/穆罕默德·利萨·巴列维·伊斯法哈尼，赢得亚军。
2018年3月，阿克巴·宾唐·察尤诺與穆罕默德·利萨·巴列维·伊斯法哈尼出戰奧爾良羽毛球大師賽，在男双準决赛以1比2（14-21、21-13、16-21）不敌马来西亚的谢俊康/陈蔚元。同年4月，他分别与穆罕默德·利萨·巴列维·伊斯法哈尼以及温妮·奥克塔温纳·坎道出战芬蘭羽毛球公開賽，在男双决赛以2比0（21-14、21-17）击败了队友的里汉·诺法勒·库沙尔扬托/普拉穆迪亚·库苏马瓦达纳·里扬托，夺得其首个國際挑戰賽男双冠军；而混双决赛以0比2（18-21、16-21）不敌赛会5号种子、队友的阿尔弗兰·埃科·普拉塞特亚/马尔什埃拉·吉斯卡·伊斯拉米，赢得亚军。同年7月，他与温妮·奥克塔温纳·坎道出战新加坡羽毛球公開賽，在混双準决赛以0比2（24-26、17-21）不敌赛会头号种子、奥运冠军前辈的通托維·艾哈邁德/利利亞納·納西爾。同期7月，他与穆罕默德·利萨·巴列维·伊斯法哈尼出战秋田羽毛球大師賽，在男双决赛以2比0（21-16、21-6）击败了东道主的橋本博且/佐伯祐行，夺得其首个超級100賽男双冠军。同年9月，他分别与穆罕默德·利薩·巴列維·伊斯法哈尼以及温妮·奥克塔温纳·坎道出战海得拉巴羽毛球公開賽，在男双决赛以0比2（16-21、14-21）不敌赛会头号种子、东道主的萨维克赛拉吉·兰基雷迪/奇拉格·谢提，赢得亚军；而混双决赛以2比1（15-21、21-19、25-23）力克赛会头号种子、印度的普拉纳·杰里·乔普拉/斯基·雷迪，夺得其首个超級100賽混双冠军。同期9月，他与穆罕默德·利薩·巴列維·伊斯法哈尼出战印尼邦加勿里洞羽毛球大師賽，在男双準决赛以1比2（21-16、19-21、15-21）不敌赛会6号种子、中华台北的張課琦/呂佳彬。

## 主要比賽成績
只列出曾進入準決賽的國際賽事成績：
| 年份   | 賽事                       | 公開賽級別 | 項目     | 拍檔                            | 成績   |
| ------ | -------------------------- | ---------- | -------- | ------------------------------- | ------ |
| 2015年 | 印尼羽毛球國際系列賽       | 國際系列賽 | 混合雙打 | Nugraheny Ristya Ayu            | 準決賽 |
| 2017年 | 新加坡羽毛球國際系列賽     | 國際系列賽 | 男子雙打 | 乔瓦尼·迪基·奥克塔万            | 亞軍   |
| 2018年 | 奧爾良羽毛球大師賽         | 超級100賽  | 男子雙打 | 穆罕默德·利萨·巴列维·伊斯法哈尼 | 準決賽 |
| 2018年 | 芬蘭羽毛球公開賽           | 國際挑戰賽 | 男子雙打 | 穆罕默德·利萨·巴列维·伊斯法哈尼 | 冠軍   |
| 2018年 | 芬蘭羽毛球公開賽           | 國際挑戰賽 | 混合雙打 | 温妮·奥克塔温纳·坎道            | 亞軍   |
| 2018年 | 新加坡羽毛球公開賽         | 超級500賽  | 混合雙打 | 温妮·奥克塔温纳·坎道            | 準決賽 |
| 2018年 | 秋田羽毛球大師賽           | 超級100賽  | 男子雙打 | 穆罕默德·利萨·巴列维·伊斯法哈尼 | 冠軍   |
| 2018年 | 海得拉巴羽毛球公開賽       | 超級100賽  | 男子雙打 | 穆罕默德·利薩·巴列維·伊斯法哈尼 | 亞軍   |
| 2018年 | 海得拉巴羽毛球公開賽       | 超級100賽  | 混合雙打 | 温妮·奥克塔温纳·坎道            | 冠軍   |
| 2018年 | 印尼邦加勿里洞羽毛球大師賽 | 超級100賽  | 男子雙打 | 穆罕默德·利薩·巴列維·伊斯法哈尼 | 準決賽 |
| 2018年 | 澳門羽毛球公開賽           | 超級300賽  | 混合雙打 | 温妮·奥克塔温纳·坎道            | 準決賽 |
| 2021年 | 巴林羽毛球國際系列賽       | 國際系列賽 | 混合雙打 | 温妮·奥克塔温纳·坎道            | 準決賽 |
| 2021年 | 巴林羽毛球國際挑戰賽       | 國際挑戰賽 | 混合雙打 | 温妮·奥克塔温纳·坎道            | 亞軍   |
| 2022年 | 印尼羽毛球國際系列賽       | 國際系列賽 | 混合雙打 | 马尔什埃拉·吉斯卡·伊斯拉米      | 準決賽 |
| 2022年 | 印尼羽毛球國際挑戰賽       | 國際挑戰賽 | 混合雙打 | 马尔什埃拉·吉斯卡·伊斯拉米      | 冠軍   |
| 2022年 | 瑪琅羽毛球國際挑戰賽       | 國際挑戰賽 | 混合雙打 | 马尔什埃拉·吉斯卡·伊斯拉米      | 準決賽 |

| 2007-2017年 | 首要超級賽 | 超級賽 | 黃金大獎賽 | 大獎賽 | 國際挑戰賽 | 國際系列賽 | 未來系列賽 | 其他 |

| 2018-2026年 | 總決賽 | 超級1000賽 | 超級750賽 | 超級500賽 | 超級300賽 | 超級100賽 | 國際挑戰賽 | 國際系列賽 | 未來系列賽 | 其他 |